# Akdeniz Üniversitesi Stadı
Das Akdeniz Üniversitesi Stadı (auch Akdeniz Üniversitesi Stadion, deutsch Akdeniz Üniversitesi Stadion) ist ein Fußballstadion mit Leichtathletikanlage, das sich auf dem Gelände der Akdeniz-Universität in der türkischen Stadt Antalya befindet.
Das Stadion wurde 2012 fertiggestellt und war von der Saison 2012/13 bis zur Saison 2014/15 das Heimstadion des Fußballklubs Antalyaspor. Seitdem ist der Verein in der Antalya Arena beheimatet.